# 民間語源
民間語源（みんかんごげん、英語: folk etymology、ドイツ語: Volksetymologie）とは、ある語の由来について、言語学的な根拠がないものをいう。研究者や書籍が民間伝承（フォークロア）を採録してゆく際に伝承者の言説を無批判に採録した結果、権威づけられ、有力な反論があるにもかかわらず定着してしまったものが多く、中には明確な誤りだと分かっているものもある。研究者が独自に多言語間での音韻の類似に着目して提案した仮説である場合も多く、これには語呂合わせに近いものも多い。民衆語源、語源俗解（ごげんぞっかい）、民俗語源（みんぞくごげん）、通俗語源（つうぞくごげん）、とも呼ぶ。ただし、音韻における類似は比較言語論において無視することはできない材料でもある（音読み）。

## 概要
日常使う語や成句の由来（語源）に興味を持つ人は少なくないが、必ずしも言語学的に正しい説明がなされているわけではない。正しい語源が判明していても、誤った説のほうが広く流布していることがある。これらが民間語源と呼ばれる。民間語源が集落や部族に広く信じられている場合があり、このような物語の蒐集や分析は民俗学の研究対象となる。ジャワのサミン運動（東インド政庁に対する抵抗や挑発的言動）では多くの語源に性的なものが結びつけられ利用された。民間語源のもつ共時的体系は「ことばの生きたかたち（は、）連想の網の目によって、ことばの一つ一つを逃げないようにしっかりとつなぎと（め、）没歴史的なこころのはたらきから現れ出る」 ものであり、言語学的な説明や言葉の正確さではなく、言葉の意味作用の社会的な有用さそのものが重大な意味を持つことがある。
一方で、このようなフィールドワーク的観点における蒐集活動ではなく、ある言語学者や民間研究者が他言語間の比較のなかで、単語の語調の類似に着目するなどの方法をもって語源を類推するものがあり、その推論方法や仮説の設定方法の安直さが、しばしば「語源俗解」だと批判されることがある。単語の語調や音素の類似に着目する場合、そもそも、人間の発音できる音素には限りがあるため、全く関係ないとされる言語間でも、偶然似た音の単語が似た意味を持つことは珍しくない。日本語と英語のように、言語学上関係がないとされる言語の間でも、「名前」と「name (ネイム) 」（名前）、「斬る」と「kill (キル) 」（殺す）、「掘る」と「hole (ホール) 」（穴）、「坊や」と「boy (ボーイ) 」（男の子）、「買」の音読み「ばい」と「buy (バイ) 」（買う）など、いくらでもこじつけられるため、民間語源説は後を絶たない。中には、漢字の「丁」（音読み「てい」）とアルファベットの「T」など、発音のみならず形状も類似し「丁字路」→「T字路」と、本来誤読である単語が一般化した例も存在する。
しかし、現代において関連がないと思える国同士の言葉であっても、多くの史料による検証が可能で、文献学上の批判に堪えうる言語系統学上の仮説は語源俗解ではない。西欧におけるギリシャ・ラテン語の存在や漢字文化圏における呉音・唐音はその最たるものである。イタリア語、スペイン語、ポルトガル語には類似した音と意味を持つ単語が数多く存在しているが、これらの言語はラテン語を祖としていることは広く認識されている。また、考古学上の発掘資料や文献学調査の結果として、一つの歴史的言語グループが交易上または国の盛衰において移動していることが確認できる場合があり（シルクロードやゲルマン民族の大移動）、言語系統の分布形式における民俗学的な推論や民族移動の形跡が論じられることもある。方言に見られるように体系的な調査の結果、音韻や音節に体系的な変化が発見でき、民族の移動や言語の伝播に従い気候などの変化や長い年月の経過に起因すると仮説される場合があり、このようなものはこじつけ（語源俗解）ではない。さらに、同音異義語においても単語の意味の由来において国名や地名と関連している場合もある。
語源俗解については、多くは似た発音の語と結び付ける安直で歴史的な史料に信頼できる裏づけが求められないものであり、異分析が頻繁に見られる。英語では、「asparagus (アスパラガス) 」が「sparrow-grass (スパローグラス) 」（雀が食べる草）に由来するという俗説や、「history (ヒストリー) 」（歴史）が「his story (ヒズ・ストーリー) 」（彼の物語）に由来するという俗説が有名である。
もっとも、こうした民間語源が単語や綴りを変えてしまう場合もある。島を意味する「island (アイランド) 」は、もとは古英語で「iland」と綴っていたが（「水」を意味するゲルマン語由来の「īeg」または「īg」に、「土地」を意味する「land」が合わさったもの）、ラテン語で島を意味する「insula (インスラ) 」が語源であるとする俗説が広がった結果、発音には不要なsの字が挿入されてislandとなってしまった。
こじつけた民間語源は笑いの種となる場合があり、落語『やかん』などはそれを表したものである。

## 日本語における民間語源
以下は、日本語における民間語源とされるものの例である。これら全てについて民間語源である、と確定する説もまた、諸説の一つに過ぎないことに留意。

### 地名俗解
- 現在の五島列島のことを指した「チカシマ」（『古事記』では「知訶島」、『風土記』では「値嘉島」）の語源は「近いから」という説。
- 「隠岐島（おきのしま）」は、「沖の島」であるところから名づけられたという説。
- 「大和（やまと）」は「山門」または「山跡」の意とする説。
- 「邪馬台国（やまたいこく）」は、九州に上陸した大陸からの使節の「この国の名は？」との問いに九州弁で「大和（やまと）たい」と答えたことに由来するという説。
- 沖縄の雅称である「うるま」は、沖縄方言のウル（珊瑚）とマ（島）が語源であるという説。
- 「舞浜（まいはま）」は、舞浜にある東京ディズニーランドのモデルとなったウォルト・ディズニー・ワールド・リゾートがアメリカ合衆国フロリダ州にあり、州の観光地であるマイアミビーチから名付けられたという説。

### 地名以外
- 「くだらない」は「くだりもの」（地方へ流通していく京都・上方の物産、特に灘の酒、地方産より上質とされた）には無いものという意味という説。
- 狛犬のコマは「拒魔」で魔除けの犬だという説。
- 蠍（さそり）は「刺す蟻」という説。
- 神無月は八百万の神が出雲の大国主命のもとに参集するので、神がいなくなる月であるという説[注釈 3][注釈 4]。
- 師走は年末は坊さん（法師）が仏事で忙しく走り回るからという説[11]。

## 日本語と外国語を結びつける民間語源
本来民間語源とは大衆言語の自然的性質を考察する際の言語学用語であり、以下に示すような少数あるいは特定のグループによる意図的な主張は本来の言語学からは外れたものである。

### 日本語と英語
- 肥筑方言のひとつである「ばってん」は、英語の「but and (バット・アンド) 」または「but then (バット・ゼン) 」に由来するとする説。言語学的には古語の「〜ばとて」に由来するとしており定説となっている[注釈 5]。
- 「ぐっすり」の語源は英語の「good sleep (グッド・スリープ) 」であるという説。

### 日ユ同祖論
日本語にはヘブライ語が多数入り込んでいるというもの。川守田英二は、日本語「ジャンケンポン」はヘブライ語「ツバン・クェン・ボー（隠す・準備せよ・来い）」であり、これは「キリスト教の一切を語る秘儀」を表現しているといった説を唱えた。そのほか、「威張る」は「バール（主人）」、「さようなら」は「サイル・ニアラー（悪魔追い払われよ）」、「晴れる」は「ハレルヤ（栄光あれ）」、ありがとうは「ALI・GD」（私に（とって）・幸運です）であるなどと主張した。
そのほかにも、京都の「祇園（ぎおん）」は「シオン」であるとか、「イザナギ・イザナミ」は「イザヤ」であるなど、同様の説は後を絶たない。

### 朝鮮語語源説
音の類似をもって、語源と主張する例。
- 「奈良」は、朝鮮語で国を意味する「나라（ナラ）」に起源を有するとの説。
- 海を意味する「わた」「わたつみ」は、朝鮮語で海を意味する「바다（パダ）」に関連するとの説。
- 「わっしょい」が朝鮮語「왔소（ワッソ 来た）」に関連するとの説（四天王寺ワッソ参照）。
- 熊は、朝鮮語で熊を意味する「곰（コム）」に起源を有するとの説。
- 島は、朝鮮語で島を意味する「섬（ソム）」に起源を有するとの説。

これらはいずれも現代朝鮮語を元に主張されている巷説であり、朝鮮語の古代音などが未解明であるため不成立な説である。